# Hiroki Ioka
Hiroki Ioka (jap. 井岡 弘樹, Ioka Hiroki; * 8. Januar 1969 in Sakai) ist ein ehemaliger japanischer Boxer im Halbfliegen- und Strohgewicht. 
Sein Neffe ist der Boxer Kazuto Ioka.

## Profikarriere
Im Jahre 1986 begann er erfolgreich seine Profikarriere. Am 18. Oktober 1987, bereits in seinem 9. Kampf, boxte er im Strohgewicht gegen Mai Thomburifarm um den vakanten Gürtel des WBC und siegte klar und einstimmig nach Punkten. Ioka verteidigte diesen Titel zweimal und verlor ihn im November des darauffolgenden Jahres gegen Napa Kiatwanchai durch Mehrheitsentscheidung.
Am 17. Dezember im Jahre 1991 wurde er WBA-Weltmeister im Halbfliegengewicht, als er gegen Myung Woo Yuh durch geteilte Punktentscheidung siegte. Diesen Gürtel verlor er nach insgesamt zwei erfolgreichen Titelverteidigungen im Rückkampf am 18. November des darauffolgenden Jahres an Myung Woo Yuh nach Punkten.
Im Jahre 1998 beendete er seine Karriere.
2002 eröffnete er in Osaka das Ioka Boxing Gym. 2007 holte er seinen Oberschulabschluss nach und begann ein Studium an der Wirtschaftsuniversität Osaka.